# Criminel (film, 2015)
 (mai 2019).
Cet article concerne le film russe. Pour la ville russe, voir Nakhodka.
Pour plus de détails, voir Fiche technique et Distribution.
Criminel (titre original en cyrillique : Находка ; transcription : Nakhodka) est un film russe réalisé par Viktor Dement et sorti en 2015.
Le film est une adaptation de la nouvelle La Trouvaille de Vladimir Tendriakov.

## Synopsis
Dans une région du nord de l'immense territoire russe, un vieux garde-pêche bourru et intolérant mais honnête essaie tant bien que mal de faire respecter la loi.
Lors d'une intervention alors qu'il est seul auprès de quatre contrevenants, il se fait assommer et se réveille sans sa barque. Le voilà contraint de revenir à pied et de faire un immense détour dans cette région parsemée d'immenses plans d'eau, de marécages et d'îles. En chemin, il trouve une vieille isba qui lui sert de refuge mais où il découvre une petite fille, un nourrisson à peine né. Il constate que l'enfant a été abandonné et il décide de l'emmener avec lui malgré les difficultés du retour.
L'enfant meurt de froid en chemin et le garde-pêche manque lui aussi de mourir. Ayant réussi à rejoindre son village, il décide de retrouver la mère qui a abandonné son enfant pour la faire condamner. Mais les choses ne sont pas si simples qu'il pouvait le croire...

## Fiche technique
- Titre : Criminel[1],[2]
- Titre français alternatif : La Trouvaille[3]
- Titre original : Находка (transcription : Nakhodka ; littéralement : La Découverte)
- Titre anglophone : The Find
- Réalisation : Viktor Dement
- Scénario : Viktor Dement, d'après la nouvelle La Trouvaille de Vladimir Tendriakov[1],[4]
- Photographie : Andreï Naïdienov
- Musique: Panu Aaltio
- Production : Natalia Budkina, Dmitri Kliepatski, Elena Zakoutniaya
- Société de production : Talan
- Pays d'origine :  Russie
- Langue originale : russe
- Genre : drame
- Durée : 98 min
- Dates de sortie : 
  -  Russie : 3 décembre 2015
  -  France : 26 novembre 2015 (festival du cinéma russe à Honfleur[3])
  -  France : 16 mars 2016 (sortie cinéma[2])

## Distribution
- Alexeï Gouskov : Trofim Rusanov, le garde-pêche
- Nadejda Markina  : Niura Rusanova, la femme de Trofim
- Anastasia Chievieliova
- Vladimir Chulga
- Maria Sokova
- Iégor Kharlamov
- Anatoli Ouzdienski
- Marat Sierazhetdinov
- Alekseï Viertkov
- Maria Bourova
- Lidia Baïrachevskaïa
- Piotr Markin
- Stanislav Kisilievski
- Valieri Smirnov
- Maria Karpova

## Distinctions
Sauf indication contraire, les informations mentionnées dans cette section peuvent être confirmées par la base de données cinématographiques IMDb,  présente dans la section « Liens externes ».

### Récompenses
- Kinotavr 2015 : prix de la meilleure photographie pour Andreï Naïdienov
- Festival du film Nuits noires de Tallinn 2015 : prix du public pour Viktor Dement
- Viktor Dement remporte les prix du public et du meilleur premier film et Alexeï Gouskov celui du meilleur acteur au festival du cinéma russe à Honfleur 2015[5]
- Prix du Public et Prix Univerciné au festival Univerciné russe 2016 de Nantes[6]

### Sélections
- Kinotavr 2015 : le film est présenté en compétition pour le Grand Prix
- Festival du film Nuits noires de Tallinn 2015 : le film est présenté en compétition pour le Prix Tridens
- Asia Pacific Screen Awards (en) 2015 : Alekseï Guskov est nommé pour le prix du meilleur acteur

## Sortie et accueil
Film ayant réalisé 8,5 millions de dollars de gain en Russie.
3,3 millions de spectateurs rien qu'en Russie.[réf. nécessaire]